# Damernas park i skateboard vid olympiska sommarspelen 2024
Damernas park i skateboard vid olympiska sommarspelen 2024 hölls den 6 augusti 2024 på Place de la Concorde i Paris i Frankrike.

## Tävlingsformat
I första omgången delades de 22 deltagande skateboardåkarna upp i fyra olika heat. Varje skateboardåkare gjorde tre åk på 45 sekunder vardera. Skateboardåkarna rankades därefter utifrån sitt bästa resultatet av de tre åken och de åtta högsta rankade kvalificerade sig för finalen.

## Resultat

### Semifinaler
De åtta skateboardåkarna med bäst resultat gick vidare till finalen.
| Placering | Heat | Skateboardåkare   | Nation         | Åk    | Åk    | Åk    | Noteringar |
| Placering | Heat | Skateboardåkare   | Nation         | 1     | 2     | 3     | Noteringar |
| --------- | ---- | ----------------- | -------------- | ----- | ----- | ----- | ---------- |
| 1         | 1    | Kokona Hiraki     | Japan          | 85,04 | 88,07 | 25,34 | 0Q0        |
| 2         | 1    | Bryce Wettstein   | USA            | 21,76 | 75,22 | 85,65 | 0Q0        |
| 3         | 1    | Hinano Kusaki     | Japan          | 44,00 | 52,71 | 85,11 | 0Q0        |
| 4         | 3    | Sky Brown         | Storbritannien | 84,75 | 71,55 | 10,66 | 0Q0        |
| 5         | 4    | Heili Sirviö      | Finland        | 58,96 | 83,42 | 69,90 | 0Q0        |
| 6         | 3    | Arisa Trew        | Australien     | 72,15 | 82,95 | 64,95 | 0Q0        |
| 7         | 4    | Naia Laso         | Spanien        | 29,39 | 82,49 | 29,43 | 0Q0        |
| 8         | 4    | Dora Varella      | Brasilien      | 76,57 | 82,29 | 69,30 | 0Q0        |
| 9         | 2    | Isadora Pacheco   | Brasilien      | 82,07 | 63,66 | 64,48 |            |
| 10        | 1    | Sakura Yosozumi   | Japan          | 79,70 | 20,04 | 9,33  |            |
| 11        | 4    | Ruby Trew         | Australien     | 77,89 | 61,35 | 70,80 |            |
| 12        | 2    | Raicca Ventura    | Brasilien      | 76,24 | 64,33 | 56,86 |            |
| 13        | 3    | Ruby Lilley       | USA            | 74,98 | 75,07 | 2,66  |            |
| 14        | 2    | Lilly Stoephasius | Tyskland       | 71,79 | 40,76 | 74,40 |            |
| 15        | 3    | Lola Tambling     | Storbritannien | 73,85 | 53,05 | 19,50 |            |
| 16        | 1    | Émilie Alexandre  | Frankrike      | 72,13 | 72,94 | 73,48 |            |
| 17        | 1    | Julia Benedetti   | Spanien        | 4,33  | 8,50  | 70,27 |            |
| 18        | 2    | Zheng Haohao      | Kina           | 63,19 | 16,01 | 16,07 |            |
| 19        | 3    | Minna Stess       | USA            | 20,10 | 54,71 | 54,53 |            |
| 20        | 2    | Fay Ebert         | Kanada         | 18,66 | 30,00 | 51,82 |            |
| 21        | 2    | Nana Taboulet     | Frankrike      | 7,41  | 29,53 | 42,33 |            |
| 22        | 4    | Aya Asaqas        | Marocko        | 13,68 | 2,00  | 12,80 |            |

### Final
| Placering | Skateboardåkare | Nation         | Åk    | Åk    | Åk    |
| Placering | Skateboardåkare | Nation         | 1     | 2     | 3     |
| --------- | --------------- | -------------- | ----- | ----- | ----- |
| 1         | Arisa Trew      | Australien     | 35,53 | 90,11 | 93,18 |
| 2         | Kokona Hiraki   | Japan          | 91,98 | 79,79 | 92,63 |
| 3         | Sky Brown       | Storbritannien | 80,57 | 91,60 | 92,31 |
| 4         | Dora Varella    | Brasilien      | 85,06 | 77,62 | 89,14 |
| 5         | Heili Sirviö    | Finland        | 71,40 | 71,56 | 88,89 |
| 6         | Bryce Wettstein | USA            | 88,12 | 9,66  | 73,26 |
| 7         | Naia Laso       | Spanien        | 59,85 | 7,66  | 86,28 |
| 8         | Hinano Kusaki   | Japan          | 2,66  | 17,86 | 69,76 |